# Оздолени
Оздолени (на македонска литературна норма: Оздолени) е село в община Дебърца на Северна Македония.

## География
Селото е в Горна Дебърца, част от котловината Дебърца между Илинската планина от изток и Славей планина от запад.

## История
Църквата в селото е „Свети Георги“ е от XIV, а „Свети Никола“ е по-късна.
В XIX век Оздолени е българско село в нахия Дебърца на Охридската каза на Османската империя. В „Етнография на вилаетите Адрианопол, Монастир и Салоника“, издадена в Константинопол в 1878 година и отразяваща статистиката на населението от 1873 година, Оздолени (Ozdoléni) е посочено като село с 60 домакинства със 172 жители българи. Според Васил Кънчов в 90-те години Оздолени чифлик има 10 къщи. Според статистиката му („Македония. Етнография и статистика“) от 1900 година Оздолени е населявано от 200 жители, всички българи християни.
На Етнографската карта на Битолския вилает на Картографския институт в София от 1901 година Оздолени е чисто българско село в Охридската каза на Битолския санджак с 26 къщи.
В началото на XX век цялото население на селото е под върховенството на Българската екзархия. По данни на секретаря на екзархията Димитър Мишев („La Macédoine et sa Population Chrétienne“) в 1905 година в Оздолени има 216 българи екзархисти и в селото фунционира българско училище.
При избухването на Балканската война в 1912 година 6 души от Оздолени са доброволци в Македоно-одринското опълчение.
Според преброяването от 2002 година селото има 47 жители македонци.
| Националност | Всичко |
| македонци    | 47     |
| албанци      | 0      |
| турци        | 0      |
| роми         | 0      |
| власи        | 0      |
| сърби        | 0      |
| бошняци      | 0      |
| други        | 0      |

## Личности
Родени в Оздолени
- Атанас Найденов Йорданов (1872 - след 1943), деец на ВМОРО,[10] македоно-одрински опълченец, 30-годишен, нестроева рота на 6-а охридска дружина;[11] носител на орден „За храброст“ IV степен от Първата световна война;[12] 12 март 1943 година като жител на Шумен подава молба за българска народна пенсия, която е одобрена и пенсията е отпусната от Министерския съвет на Царство България[10]
- Бимбил Марков Наумов, български революционер от ВМОРО,[13] арестуван през септември 1903 година, обвинен в „присъединяване към българските разбойници“, осъден на 5 години каторга, заточен в Диарбекир, амнистиран с общата амнистия от 12 април 1904 година[14]
- Войне Ристе, арестуван през септември 1903 година, обвинен в „присъединяване към българските разбойници“, осъден на 5 години каторга, заточен в Диарбекир, амнистиран с общата амнистия от 12 април 1904 година[14]
- Мате Каранфил, арестуван през септември 1903 година, обвинен в „присъединяване към българските разбойници“, осъден на 5 години каторга, заточен в Диарбекир, амнистиран с общата амнистия от 12 април 1904 година[14]
- Мицко Богданов Георгиев, български революционер от ВМОРО[15]
- Найденко Потев Потев, български революционер от ВМОРО[16]
- Найденко Трайков, български революционер от ВМОРО[17]
- Найдо Боте, арестуван през октомври 1903 година, обвинен в „даване на убежище на българските разбойници“, осъден на 5 години каторга, заточен в Диарбекир, амнистиран с общата амнистия от 12 април 1904 година[18]
- Никодин Матев Гаврилов, български революционер от ВМОРО[15]
- Стоян Донев Георгев, български революционер от ВМОРО,[19] арестуван през септември 1903 година, обвинен в „присъединяване към българските разбойници“, осъден на 5 години каторга, заточен в Диарбекир, амнистиран с общата амнистия от 12 април 1904 година[14]
- Темелко Велянов, български революционер от ВМОРО, четник на Петър Ацев[20]

Починали в Оздолени
- Тома Давидов (1868 – 1903), български военен и революционер